# Atentado de Gijón de 1989
El atentado de Gijón fue un ataque terrorista perpetrado por la organización de extrema izquierda Grupos de Resistencia Antifascista Primero de Octubre  (GRAPO) en la ciudad española de Gijón, dirigido contra la Delegación de Hacienda situada en la calle Anselmo Cifuentes.

## Hechos
A las 11:50 del 28 de diciembre de 1989, dos jóvenes armados con un revólver de calibre 38 entraron disparando en el edificio de la Delegación de Hacienda de Gijón, dirigiéndose a la cabina telefónica donde trabajaban los agentes de la Guardia Civil que custodiaban el edificio. Allí asesinaron a dos guardias civiles y dejaron heridas leves a 8 personas. Uno de los agentes fue rematado en el suelo, mientras que el otro fue llevado al Hospital Universitario de Cabueñes, en el que falleció tras treinta y cinco minutos de reanimación cardiopulmonar.
Los autores fueron posteriormente arrestados. En 2011 se dedica un monumento a los guardia civiles fallecidos en el atentado. Dos de ellos quedaron libres en el año 2013 gracias a la derogación de la doctrina Parot.

### Fallecidos
- Isaac Rodrigo Ranilla, 46 años, de Zamora.
- José María Sánchez Melero, 38 años, de Panes.

### Autores
- Fernando Silva Sande.
- Guillermo Vázquez Bautista «El Negro».
- María Jesús Romero Vega (apoyo en la huida).
- Desconocidos.